# Hassan Aweys
Sheikh Hassan Dahir Aweys (Somalí: Sheekh Xasan Daahir Aweys), con 61 años en 2006, fue la cabeza del concilio de 90 miembros de la shura de la Unión de Cortes Islámicas de Somalia. Es visto como uno de los líderes más radicales de la Unión, que promueve la sharia y dirige milicias que tomaron el control de la capital de Somalia, Mogadiscio, en junio de 2006. El comité ejecutivo de 8 miembros está encabezado por el más moderado Sharif Sheid Ahmed, aunque la BBC asegura que era el "poder real" de la organización.